# Мельбурнський музей
Мельбурнський музей (англ. Melbourne Museum) розташовано у парку Карлтонські сади, Мельбурн, Австралія. У цьому ж парку, безпосередньо напроти будівлі музею, розміщено іншу важливу пам'ятку міста — Королівський виставковий центр. Мельбурнський музей вважається найбільшим у Південній півкулі.
Експозиції музею розміщені у семи основних галереях, дитячій галереї, а також спеціальній трирівневій галереї, призначеній для тимчасових експозицій.
У будівлі музею, окрім основних виставок, розміщено також кілька глядацьких зал і театрів. Серед них Амфітеатр Сіднея Майєра та театр The Edge. На нижньому рівні музею розміщено Дискавері-Центр, громадський дослідницький центр. На цьому ж рівні розташовано кінотеатр IMAX, у якому можна подивитись 3D і документальні фільми. Окрім того, в музеї є кав'ярні і сувенірна крамниця.